# Ruskovce (district de Bánovce nad Bebravou)
Ruskovce est un village de Slovaquie situé dans la région de Trenčín.

## Histoire
Première mention écrite du village en 1323.

## Démographie

### Évolution de la population
| Année:               | 1994. | 2004.   | 2014.   | 2024.   |
| -------------------- | ----- | ------- | ------- | ------- |
| Nombre de personnes: | 531   | 532     | 513     | 518     |
| Différence:          |       | +0,18 % | -3,57 % | +0,97 % |

| Année:               | 2023. | 2024.   |
| -------------------- | ----- | ------- |
| Nombre de personnes: | 521   | 518     |
| Différence:          |       | -0,57 % |